# Свинцеві руди
Свинцеві руди (рос. свинцовые руды, англ. plumbum ores; нім. Bleierz) — природні мінеральні утворення, що служать сировиною для промислового витягання свинцю, складова частина поліметалічних руд, рідше утворюють самостійні поклади. Головні мінерали: ґаленіт, церусит, англезит, джемсоніт. Разом з головним промисловим мінералом галенітом в рудах звичайно присутня велика кількість сульфідів свинцю, цинку, мідь тощо. Свинцеві руди утворюють самостійні рудні тіла або окремі локальні відособлення серед поліметалевих руд, з якими пов'язані поступовими переходами. Найбільш відомі родовища в США, Австралії, Канаді, Перу, Мексиці.

## Цікаво
- У середні віки застосовували термін Seigerwerk — по суті ідентичний свинцевій руді.[1]